# Bulbophyllum atratum
Bulbophyllum atratum är en orkidéart som beskrevs av Johannes Jacobus Smith. Bulbophyllum atratum ingår i släktet Bulbophyllum och familjen orkidéer. Inga underarter finns listade i Catalogue of Life.